# Luftsluss

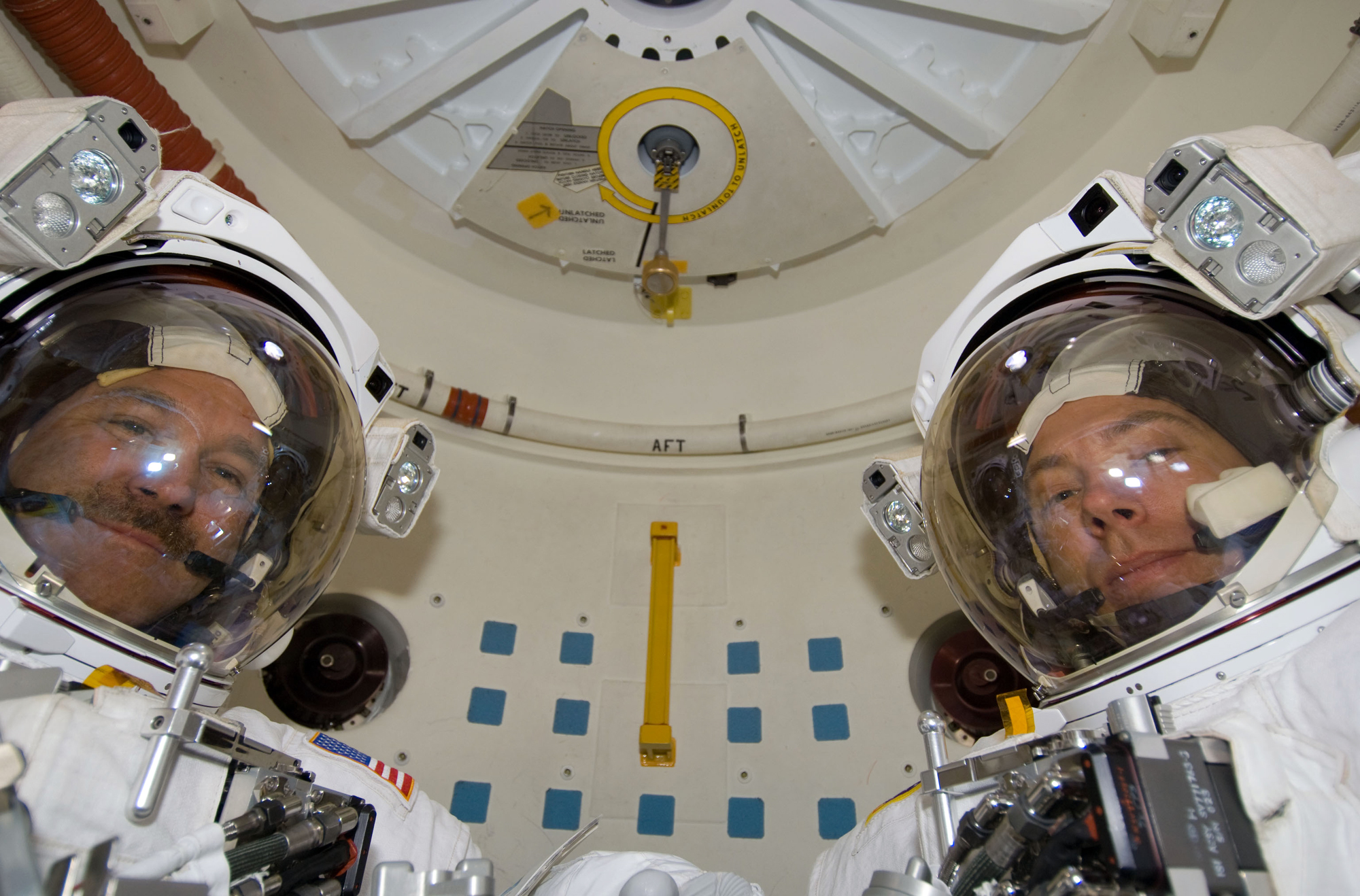
Luftslussen inuti en rymdfärja.

En luftsluss är en anordning som tillåter människor och föremål att passera mellan en tryckbehållare och dess omgivning, samtidigt som trycket i behållaren hålls relativt stadigt samt luftförluster minimeras. Slussen består av en liten kammare med två lufttäta dörrar i serie som inte kan öppnas samtidigt.
En luftluss kan även användas för passage mellan miljöer som innehåller olika gaser snarare än olika lufttryck, för att minimera eller förhindra gasernas sammanblandning.

## Användning
Innan någon av dörrarna öppnas utjämnas lufttrycket mellan dörrarna (inne i luftslussen) till att vara detsamma som trycket bakom den dörr som skall öppnas. Detta liknar förfaringssättet hos en vanlig vattensluss, där det dock istället är vattennivån inne i slussen som utjämnas.
En gradvis utjämning av trycket minimerar lufttemperatursfluktuationer (se Boyles lag), vilket hjälper att reducera imma och kondens, minskar slitaget på de lufttäta packningarna, samt tillåter mindre riskfyllda funktionskontroller hos tryck- eller rymddräkter.
När en person som inte är klädd i tryckdräkt rör sig mellan miljöer med väldigt olika lufttryck, kan en luftsluss ändra lufttrycket långsamt för att hjälpa till med lufttrycksutjämning och att undvika tryckfallssjuka. Detta är kritiskt för dykare, som ibland måste sitta i undervattenslussar i timmar för tryckutjämning.

## Tillämpningar
Luftslussar används i 
- rymdfarkoster[1]  för att undvika lufttrycksförluster vid in- eller utträde ur farkosten.
- högtryckskammare för att tillåta in- och utträde i tryckkammarens högtrycksmiljö.
- ubåtar och undervattenskammare som tillåter dykare inträde och utträde till vatten. Torpedrör i ubåtar fungerar också som luftslussar.
- renhetsklassade lokaler, där damm och andra föroreningar förhindras att komma in genom att hålla lufttrycket högre i rummen än i dess omgivningar.
- farliga miljöer som kärnreaktorer och somliga biokemiska laboratorier, där damm och partiklar förhindras från att läcka ut i omgivningen genom att hålla lufttrycket lägre i rummet än i dess omgivningar.

## Liknande mekanismer
I kalla klimat som i Sverige är två dörrar i luftslusskonfiguration vanliga (se förstuga). Även om dörrarna inte är lufttäta så minimeras varmluftsläckaget från byggnaden.
Några juvelbutiker har luftslussliknande anordningar för att försvåra tjuvars utgång.
Fjärilshus har vanligtvis luftslussliknande ingångar för att förhindra att fjärilarna lämnar huset, eller att oönskade fjärilsätande djur kommer in.

### Fotnoter
1. ↑  ”Svenskt tack från rymden”. Sydsvenskan. 13 december 2006. http://www.sydsvenskan.se/varlden/svenskt-tack-fran-rymden/. Läst 29 februari 2016.